# Toronto Toros
Toronto Toros byl profesionální kanadský klub ledního hokeje, který sídlil v Torontu v provincii Ontario. V letech 1973–1976 působil v profesionální soutěži World Hockey Association. Toros ve své poslední sezóně v WHA skončily v základní části. Své domácí zápasy odehrával v hale Maple Leaf Gardens s kapacitou 16 316 diváků. Klubové barvy byly červená, modrá a bílá. Za klub hrál po své emigraci Václav Nedomanský.
Založen byl v roce 1972 po přestěhování frančízy z Ottawy do Toronta, zanikl v roce 1976 po přestěhování do Birminghamu.

## Umístění v jednotlivých sezonách
Stručný přehled
Zdroj: 
- 1973–1974: World Hockey Association (Východní divize)
- 1974–1976: World Hockey Association (Kanadská divize)

Jednotlivé ročníky
Zdroj: 
Legenda: Z – zápasy, V – výhry, VP – výhry v prodloužení, R – remízy, P – porážky, PP – porážky v prodloužení, VG – vstřelené góly, OG – obdržené góly, +/- – rozdíl skóre, B – body, KPW – Konference Prince z Walesu, CK – Campbellova konference, ZK – Západní konference, VK – Východní konference, fialové podbarvení – reorganizace, změna skupiny či soutěže
| USA / Kanada (1973 – 1976) |                       |        |    |    |    |   |    |    |     |     |     |    |        |             |
| Sezóny                     | Liga                  | Úroveň | Z  | V  | VP | R | PP | P  | VG  | OG  | +/- | B  | Pozice | Play-off    |
| 1973/74                    | WHA (Východní divize) | –      | 78 | 41 | –  | 4 | –  | 33 | 304 | 272 | +32 | 86 | 2.     | Semifinále  |
| 1974/75                    | WHA (Kanadská divize) | –      | 78 | 43 | –  | 2 | –  | 33 | 349 | 304 | +45 | 88 | 2.     | Čtvrtfinále |
| 1975/76                    | WHA (Kanadská divize) | –      | 81 | 24 | –  | 5 | –  | 52 | 335 | 398 | -63 | 53 | 5.     | –           |